# Bassanago bulbiceps
Espèce
Bassanago bulbiceps est un congre que l'on rencontre en Australie et Nouvelle-Zélande.

## Description
Bassanago bulbiceps mesure de 40 à 60 cm, sa teinte est brun-gris légèrement rosé avec des mouchetures brunes sur le dessus. Sa tête est fortement renflée lorsqu'elle est observée par-dessus, ce qui la différencie des autres espèces.